# Artacama zebuensis
Artacama zebuensis är en ringmaskart som beskrevs av McIntosh 1885. Artacama zebuensis ingår i släktet Artacama och familjen Terebellidae. Inga underarter finns listade i Catalogue of Life.